# Moldau
|  | Moldau és també el nom alemany del riu Vltava |

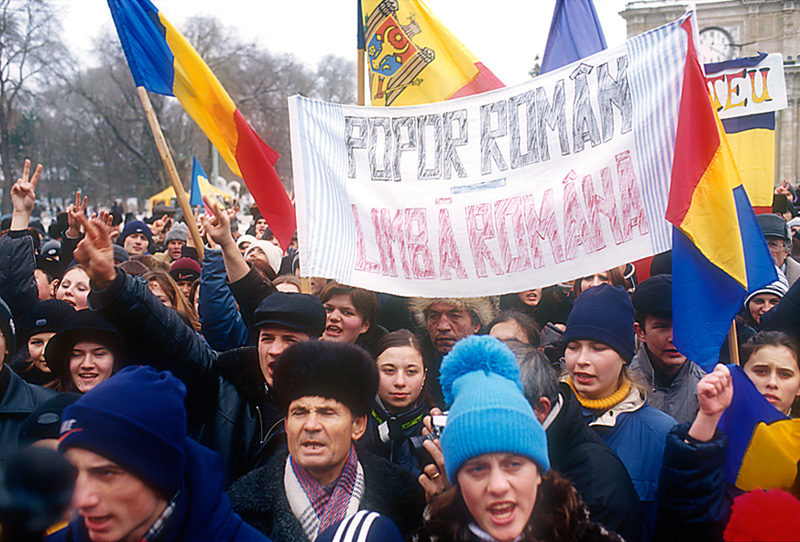
Manifestació a Chişinău, el gener del 2002, proclamant que els moldaus són romanesos i que parlen romanès

El moldau (autònim limba moldovenească) era el nom donat a la llengua romanesa durant el període soviètic a Moldàvia. Aquesta denominació soviètica de l'idioma romanès va romandre en vigor després de la proclamació de la independència del país el 1991 a l'article 13, paràgraf 1 de la Constitució de la República de Moldàvia i altres documents oficials de l'estat moldau sota les formes "limba moldovenească", "limba noastră" i "limba oficială". El març de 2023 el parlament de Moldàvia va aprovar de tornar a la llengua el nom oficial de “llengua romanesa” i d'eliminar les denominacions anteriorment esmentades dels documents oficials de Moldàvia.
La filologia internacional considera que és exactament el mateix que el romanès. De fet, ni tan sols hi ha característiques dialectals pròpies que permetin distingir-lo d'aquesta llengua. L'única diferència categòrica era que, des de la creació de la República Socialista Soviètica de Moldàvia, el 1940, de la separació de la regió romanesa de Bessaràbia, fins al 1989, dos anys abans de la independència de la Unió Soviètica com a República de Moldàvia, el moldau s'escrigué en alfabet ciríl·lic (i era en aquell moment l'única llengua romànica que ho feia). A partir de llavors es va tornar a adoptar l'alfabet llatí, com a Romania. L'única excepció és a la regió secessionista de Transnístria, on es conserva l'ús de l'alfabet ciríl·lic, tot i que els parlants són minoritaris respecte als de llengua ucraïnesa i russa.
La causa d'aquesta divisió era essencialment de caràcter polític, ja que l'assumpció d'una llengua moldava serviria per a dificultar la identificació com a romanesos, cosa que podria portar a la integració amb Romania. Tot i així, en la declaració d'independència de la República de Moldàvia es manifesta que la llengua de l'estat és el romanès, però posteriorment va abandonar-se l'ús explícit pels successius governs.
Originàriament, el moldau tenia assignat el codi ISO 639-1 mo i el codi ISO 639-2 i ISO 639-3 mol; però aquest codi fou abandonat el novembre del 2008, i s'adoptaren a partir d'aquell moment els codis ro i ron (639-2/T) i rum (639-2/B) respectivament, els mateixos que identifiquen el romanès.

## Edició de la Viquipèdia en "moldau"
L'expansió de la Viquipèdia en els seus primers anys va comportar, entre altres coses, l'aparició d'una edició en "llengua moldava" l'any 2003, com a conseqüència del fet que a aquesta llengua li van assignar, segons l'estàndard ISO 639, els codis mo i mol, diferents dels de la llengua romanesa ro i rou/ron. Aquest projecte va permetre escriure articles tant en alfabet llatí com en ciríl·lic (oficial a la Moldàdia soviètica abans del 1989, i fins avui a Transnístria). Com a conseqüència del fet que no hi havia prou col·laboradors disposats a escriure o transliterar articles en alfabet ciríl·lic, el nombre d'articles es va mantenir molt baix i la Viquipèdia moldava funcionava en gran part com un portal amb enllaços a la Viquipèdia romanesa. Després de nombroses i acalorades discussions, amb arguments tant tècnics com lingüístics i identitaris, el projecte es va aturar finalment l'any 2006, atès que la llengua moldava i la llengua romanesa no són dues llengües diferents, sinó que eren dos noms diferents per a la mateixa llengua.